# Йешилюрт (квартал на Истанбул)
„Йешилюрт“ (на турски: Yeşilyurt, буквално „зелена родина“) е квартал в район „Бакъркьой“ в Истанбул, Турция. Разположен е по протежение на Мраморно море и граничи на югозапад с квартал Сан Стефано (Йешилкьой), към който някога е принадлежал, а на североизток с квартал „Атакьой“. Населението на квартала е предимно заможно и живее в ниски жилищни сгради.
Йешилюрт има гара, част от железопътната линия Мармарай между град Гебзе и жп гара Халкалъ. В квартала има много по-малки паркове и зелена площ. Хотел Polat Renaissance и спортен клуб Yeşilyurt също се намират в Йешилюрт.
Yeşilköy Feneri, фар, построен през 1856 г. и все още се използва, се намира на Yeşilköy Point (на турски: Yeşilköy Burnu). Пристройката му днес се използва като ресторант за риба и морски дарове.
Йешилюрт също е дом на Istanbul Hava Harp Okulu (Академията на военновъздушните сили) и Музея на военновъздушните сили.